# Marcelo Tavares
Marcelo Tavares (Santa Rosa de Viterbo, 30 agosto 1980) è un ex calciatore brasiliano, di ruolo difensore.